# Uovo dei fiori di primavera
L'Uovo dei fiori di primavera è un uovo di Pasqua gioiello. È considerato uno delle prime uova attribuite a Peter Carl Fabergé. Se si trattasse di un autentico uovo imperiale, sarebbe il primo della serie delle "uova dei fiori" e sarebbe stato creato tra il 1885 e il 1890. 

## Proprietari
L'autenticità di questo uovo è stata messa in dubbio dagli esperti di oggetti Fabergé. È stato identificato come un uovo Fabergé solo quando un ricercatore ha notato un oggetto simile in una fotografia dalla Russia pre-rivoluzionaria. Il suo metodo di costruzione è notevolmente peggiore degli altri, avendo diamanti di dimensioni non corrispondenti e di qualità inferiore e le due metà asimmetriche. Queste caratteristiche non sono tipiche del laboratorio di Fabergé. Sono assenti i marchi del fabbricante. Queste caratteristiche di design possono segnalare che questo pezzo è in realtà contraffatto. Anche se è stato esaminato più volte dagli esperti che hanno spesso concordato con la sua attribuzione originale, non vi è alcuna traccia di chi avrebbe potuto riceverlo in dono e nessuna corrispondenza tra Fabergé e uno degli ultimi due imperatori russi per confermare la sua ordinazione o la sua consegna. Non ha nemmeno una provenienza chiaramente documentata o la registrazione della proprietà.
Nel 2004 è stato acquistato dall'imprenditore russo Victor Feliksovič Veksel'berg come parte di una collezione di tali uova.

## Descrizione
L'uovo è contenuto in una custodia in acero bianco rivestita di pelle con cerniere d'acciaio. L'uovo è d'oro smaltato di rosso ed è collocato in posizione verticale su una piccola base in bowenite scolpita. Il gioiello si apre verticalmente per rivelare un pergolato completamente rimovibile di fiori fatti di calcedonio granata e bianco in un cesto di platino. L'uovo è alto 83 mm, mentre il pergolato è alto 38 mm.